# Susanna Kallur
Susanna Elisabeth "Sanna" Kallur, född 16 februari 1981 i Huntington, New York, är en svensk före detta häcklöpare som vann sitt första internationella mästerskap år 2000 för juniorer och 2005 för seniorer. Hon var 2008–2024 världsrekordhållare inomhus på 60 meter häck.

## Biografi
Susanna Kallur är tvillingsyster till Jenny Kallur och dotter till ishockeyspelaren Anders Kallur. Eftersom fadern spelade i NHL för New York Islanders, föddes systrarna Kallur i USA och är därför även amerikanska medborgare. Kallur bodde i USA i fem år till och flyttade sedan med familjen till Italien och Frankrike innan de bosatte sig i Sverige; Kallur var då sju år gammal. Kallur är uppvuxen och bosatt i Falun samt tävlade för Falu IK. 
Kallurs tränare var Anders Henriksson och Torbjörn Eriksson. Den senare ersatte Agne Bergvall som tränade mellan åren 2004 och 2007. Henriksson ersatte Karin Torneklint som tränare i februari 2009. I februari 2017 meddelade Kallur att hon avslutar sin karriär som friidrottare. 

### Häcklöpning
Kallur slog igenom vid junior-VM 1998 då hon blev trea på 100 meter häck. Hon följde upp detta genom att vinna guld i grenen både på junior-VM 2000 och U23-EM 2001.
Hennes första internationella seniormästerskap var VM 2001 i Edmonton där hon åkte ut i semifinalen. Nästa större mästerskap blev EM i München 2002 då hon tog sig till final men slutade först på sjunde plats. Säsongen 2003 inledde Kallur med att bli sjua på inomhus-VM i Birmingham. Under utomhussäsongen vann hon i juli 100 meter häck vid U23-EM i Bydgoszcz, Polen, på 12,88. I augusti 2003 tog hon sig vidare till semifinalen vid VM 2003 i Paris men lyckades inte kvalificera sig till final utan blev utslagen på tiden 12,94.
Under 2004 deltog Susanna Kallur i både inomhus-VM i Budapest där hon blev femma och i OS i Aten där hon tog sig till semifinal.

#### 2005 och 2006
Under 2005 kom Kallurs första stora merit när hon vann inomhus-EM i Madrid på 60 meter häck. Vid VM i Helsingfors i augusti detta år lyckades inte Kallur ta sig till final utan åkte ut i semifinalen. I september deltog hon vid årets upplaga av World Athletics Final som hölls i Monaco och hon kom där fyra på tiden 12,59.
2006 blev det en bronsmedalj vid inomhus-VM i Moskva vilket följdes upp med seger i EM på hemmaplan i Göteborg. Kallur var också med vid World Athletics Final där hon den 10 september kom på en fjärdeplats på tiden 12,59. En vecka senare deltog Kallur i 2006 års upplaga av Världscupen som hölls i Aten där hon kom tvåa på korta häcken med tiden 12,77.

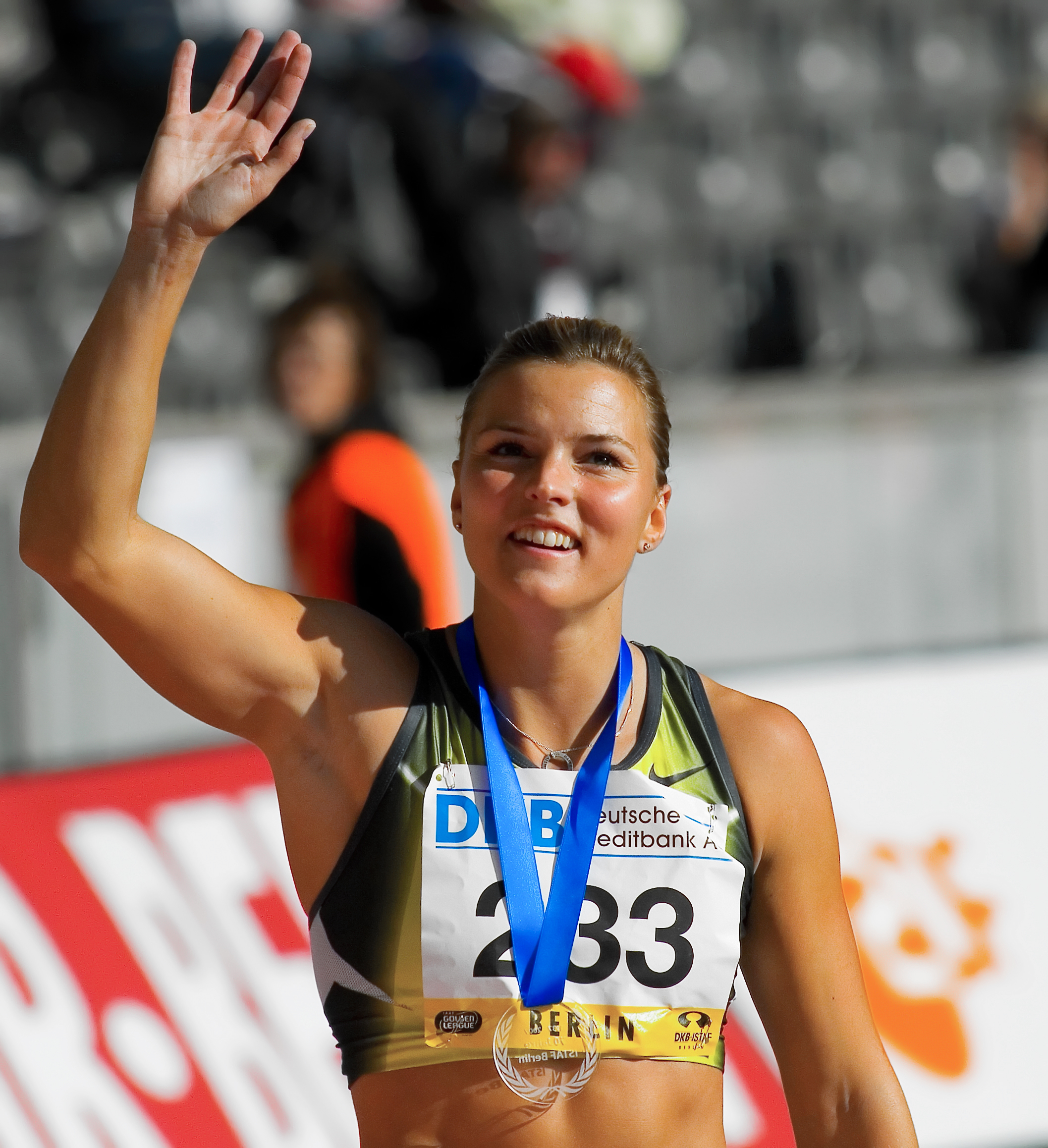
Susanna Kallur 2007 i ISTAF i Berlin.

#### 2007 och 2008
Under 2007 tog Kallurs karriär ännu ett steg med guld på inomhus-EM i Birmingham och en fjärdeplats vid VM i Osaka. Dock kunde hon ha blivit en eller flera placeringar bättre om inte amerikanskan Michelle Perry kommit in på Susannas bana, vilket var ett regelbrott. När Michelle Perry kom in på fel bana krokade hon ihop lite med Kallur (Kallur var 1 hundradels sekund från brons, 3 hundradelar från silver och en tjugondel från guldet). Eftersom svenska teamet inte förstod att Michelle Perry hade sprungit på fel bana, vilket gjorde att hon kom i kontakt med Kallur, lämnade de in protesten för sent (protesttiden var 30 minuter). De hoppades ändå att protesten skulle komma in till Technical Information Center (TIC), vilket den dock inte gjorde med motivering från TIC att protesten kom för sent. Dock kan IAAF/TIC ändra resultatet om någon bryter mot reglerna även en protest lämnats in för sent.
Dessutom lyckades Kallur under säsongen 2007 vinna tre raka segrar i Golden League. Vid Golden League-tävlingen i Berlin noterade hon även sitt personliga rekord på 12,49 vilket bara är två hundradels sekund från Ludmila Engquists svenska rekord. De lyckade insatserna i Golden League gjorde att Kallur kvalificerade till årets World Athletics Final där hon dock blev diskvalificerad.
Under inomhussäsongen 2008 lyfte sig Susanna Kallur en nivå ytterligare och etablerade sig i världstoppen. Den 10 februari 2008 satte hon nytt världsrekord på 60 meter häck med 7,68 och slog i och med det Ludmila Narozjilenkos (sedermera Ludmila Engquist) 18 år gamla världsrekord, som hon satte som sovjetisk medborgare. Kallurs världsrekordtid var 0,09 sekunder bättre än någon annan löpares tid under säsongen, och Susanna Kallur hade de fem bästa tiderna i världen under december-februari.
En lårskada inför semifinalen i inomhus-VM i Valencia i mars 2008 hindrade henne emellertid från fortsatt deltagande i mästerskapet. Efter att sedan ha varit skadad under hela första delen av utomhussäsongen 2008 deltog Kallur i Olympiska sommarspelen 2008. Efter en bra tid i försöken tog hon sig till semifinal där hon dock föll på första häcken och missade finalen.

#### 2009 och 2010
På grund av de skadeproblem hon hade haft under säsongen 2008 beslöt Kallur att avsluta säsongen redan i början av september i avsikt att kunna komma igen skadefri till inomhussäsongen 2009. Skadorna ledde dock till operationer som gjorde att hon fortfarande under utomhussäsongen 2009 hade svårt att träna och tävla. Således tvingades hon att avstå från VM i Berlin i slutet av augusti.
Den 29 maj 2010 gjorde Susanna Kallur smygdebut i spanska Palafrugell och sprang på tiden 13,14, efter nära två års frånvaro från löparbanan. Den 12 juni sprang hon i Diamond League-deltävlingen i New York och placerade sig sjua med tiden 12,78, nytt Europaårsbästa för kvinnor. Den 20 juni deltog hon på 100 meter häck vid lag-EM i Budapest, men detta visade sig vara säsongens sista tävling. Senare på sommaren valde hon att avstå från årets utomhus-SM då hon inte var tillräckligt tränad utan ville avvakta år 2011.

#### Senare häckkarriär
Det dröjde sedan till säsongen 2014 innan Susanna Kallur provade att tävla igen. Det skedde på 100 meter vid Sparbanksspelen i Falun den 26 juli och gav resultattiden 11,92. Det ledde till att Kallur beslöt ställa upp på sträckan vid SM i början på augusti. Hon tog sig där till final, men hamnade på en fjärdeplats, endast 0,02 sekunder efter loppets tvåa Daniella Busk och trea Hanna Adriansson.
Efter de relativa framstegen under utomhussäsongen 2014 fortsatte Susanna Kallur att tävla även inomhus 2015. I Karlsruhe deltog hon den 31 januari på 60 meter häck i samma gala där hon år 2008 satte sitt världsrekord. Detta var hennes första tävlingslopp på häck på fyra år. I galan tog hon sig till final genom att komma tvåa i sitt heat på tiden 8,14 och i finalen tog hon en fjärdeplats med samma tid. Efter dessa två häcklopp tävlade inte Kallur mer under år 2015.
När inomhussäsongen 2016 drog igång återkom Susanna Kallur på tävlingsbanorna på 60 meter häck vid tävlingar i Falun den 30 januari. Hon vann tävlingen på 7,42 och ställde även upp på ett extralopp en timme senare. Två veckor senare, den 13 februari, tävlade Kallur åter, denna gång på 60 meter slätt i Nordenkampen i Växjö. Hon kom tvåa i loppet på 7,35, endast 0,01 sekunder efter norskan Ezinne Okparaebo som innehade det nordiska rekordet på sträckan. Vid inomhus-SM i slutet på februari ställde Kallur även upp i inomhus-SM och vann här 60 meter på 7,40.
Utomhussäsongen 2016 inledde Susanna Kallur vid Bauhaus-galan på Stockholms Stadion den 16 juni. Här kom hon i hård konkurrens femma på tiden 13,00. Detta följde hon upp den 25 juni i en gala där hon visserligen tog stryk av finländskan Nooralotta Neziri men kom tvåa på tiden 12,91, vilket gav en tiondeplats på säsongens europalista. I början på juli ställde Kallur så upp vid EM i Amsterdam där hon gick vidare från försöken genom att vinna sitt heat på 13,01, men sedan slogs hon ut i semifinal med tiden 12,96. Den 27 juli sprang Kallur 100 meter häck vid Folksams GP i Karlstad och tog där sin första vinst sedan 2010, tid 13,06. Vid de Olympiska spelen i Rio de Janeiro ställde Kallur så upp i försöken på 100 meter häck den 16 augusti men blev endast femma i sitt heat och då inte heller tiden 13,04 räckte för avancemang slogs hon ut från fortsatt tävlande. I slutet av augusti sprang Kallur 100 meter slätt på SM. Där tog hon silver efter överraskningen Khaddi Sagnia.
I februari 2017 meddelade Kallur att hon lägger karriären på hyllan, och den 3 mars detta år avverkade hon sin sista officiella tävling på elitnivå då hon tävlade vid inomhus-EM i Belgrad på 60 meter häck. Där gick hon till final och slutade på åttonde och sista plats.

### Sprint utan häckar
Kallur tävlade även i sprint utan häckar. 
2002 deltog hon tillsammans med Jenny Kallur, Emma Rienas och Lena Aruhn i det svensk stafettlaget på 4x100 meter som vid EM i München blev utslaget i försöken.
Under VM i Paris 2003 tävlade Kallur förutom på 100 meter häck även i stafett 4 x 100 meter ihop med Carolina Klüft, systern Jenny Kallur och Jenny Ljunggren. Efter en bra start på försöksloppet växlade dock laget över vid sista växlingen och blev diskvalificerade.
Under år 2005 bildade hon ihop med Carolina Klüft, Jenny Kallur och Emma Rienas ett starkt svenskt stafettlag på 4 x 100 meter. Vid Göteborgs/Folksam Grand Prix den 14 juni sprang de på 43,95 vilket betydde att de klarade VM-kvalgränsen 44,00. Den 26 juli förbättrade de sig ytterligare, nu till nytt svenskt rekord, 43,67, vilket gjorde att de fick klartecken för att delta vid VM. Vid VM i Helsingfors sprang de sedan försök den 12 augusti men slogs ut trots att de tangerade sitt nysatta svenska rekord, 43,67. Vid Finnkampen förbättrade stafettlaget den 27 augusti sitt svenska rekord ytterligare till 43,61.
Vid EM inomhus 2007 i Birmingham deltog hon, förutom i 60 meter häck, även i 60 meter slätt där hon tog sig till final och tog en sjundeplats efter personbästa 7,24 s i semifinalen.

### Efter friidrottskarriären
Kallur har varit verksam vid konsultföretaget ÅF i Falun. Sedan 2018 driver hon och systern Jenny podden Motionsklubben och med start 2020 också motionsverksamheten Vibes.
2019 var Kallur en av de medverkande kända personerna som antog utmaningen att bestiga ett av världens högsta berg, Lobuche Peak (6 119 m ö.h.), i Himalaya i TV4-programmet Expeditionen. Hon och regissören Stefan Larsson var de enda av deltagarna som lyckades nå ända till toppen. Utmaningarna fortsatte med SVT:s Mästarnas mästare 2020, och senare samma år var hon tillsammans med André Pops programledare för SVT:s tävlingsserie Sveriges starkaste familj från Åres fjällnatur.

## Utmärkelser
- 2002 – Stora grabbars och tjejers märke nummer 460 i friidrott.[82][83]
- 2006 – Jerringpriset
- 2017 – H. M. Konungens medalj av 8:e storleken för förtjänstfulla insatser som häcklöpare

## Meriter

### 60 meter häck
- 1998: 3:a JVM[3]
- 1999: 5:a JEM, Riga[84]
- 2000: 1:a JVM[4]
- 2001: 1:a U23-EM, Amsterdam[8]
- 2001: VM-semifinal, Edmonton[27]
- 2002: 7:a EM, München[28]
- 2003: 7:a Inomhus-VM, Birmingham[29]
- 2003: 1:a U23-EM, Bydgoszcz[9]
- 2003: VM-semifinal, Paris [30]
- 2004: 5:a Inomhus-VM, Budapest[31]
- 2005: 1:a inomhus-EM, Madrid[6]
- 2006: 3:a inomhus-VM, Moskva[2]
- 2006: 1:a EM, Göteborg[5]
- 2007: 1:a inomhus-EM, Birmingham[7]
- 2007: 4:a VM, Osaka, tid 12,51[85]
- 2008: Världsrekord 60 meter häck inomhus[45]
- 2008: Ut i semi (föll på 1:a häcken) OS i Peking[48]

### Slätlöpning
- 2007: 7:a 60 meter inomhus-EM, Birmingham[7]

## Personliga rekord
| Utomhus - 100 meter – 11,30 (Malmö, Sverige 22 augusti 2006) - 200 meter – 23,32 (Göteborg, Sverige 27 augusti 2005) - 800 meter – 2:27,87 (Huddinge, Sverige 6 september 1998) - 100 meter häck – 12,49 (Berlin, Tyskland 16 september 2007) - 400 meter häck – 1:03,00 (Eskilstuna, Sverige 24 maj 1998) - Höjd – 1,72 (Huddinge, Sverige 5 september 1998) - Längd – 6,11 (Göteborg, Sverige 2 september 2001) - Kula – 10,17 (Huddinge, Sverige 5 september 1998) - Sjukamp – 5 282 (Huddinge, Sverige 6 september 1998) | Inomhus - 50 meter – 6,56 (Reykjavik, Island 5 mars 2000) - 60 meter – 7,24 (Birmingham, Storbritannien 3 mars 2007) - 800 meter – 2:36,33 (University Park, Pennsylvania USA 23 februari 2002) - 50 meter häck – 6,67 (Stockholm, Sverige 21 februari 2008) - 60 meter häck – 7,68 (Karlsruhe, Tyskland 10 februari 2008) - Höjd – 1,65 (Falun, Sverige 9 januari 1999) - Höjd – 1,70 (University Park, Pennsylvania USA 23 februari 2002) - Längd – 6,07 (Malmö, Sverige 27 februari 1999) - Femkamp – 3 917 (University Park, Pennsylvania USA 23 februari 2002) |